# Knetlegierung
Knetlegierungen sind Legierungen, die sich zur Bearbeitung durch Umformen eignen, also z. B. zum Schmieden, Walzen, Rundkneten oder Biegen. Das Gegenstück sind die Gusslegierungen, die sich vor allem zum Gießen eignen. Bei den meisten Legierungen werden diese auch explizit als Knet- oder Gusslegierung bezeichnet, beispielsweise Aluminiumknetlegierung oder Kupferknetlegierung. Eine Ausnahme sind die Eisenwerkstoffe: Die Knetlegierungen werden als Stahl bezeichnet, Gusslegierungen als Gusseisen.

## Halbzeug aus Nichteisen-Knetlegierungen
Knetlegierungen sind ein „Zwischenprodukt“, auch Halbzeug genannt, bei dessen Herstellung im Vergleich mit Gusslegierungen des gleichen Typs einige Besonderheiten bestehen.
In ihrer analytischen Grundzusammensetzung weichen sie von den Gusslegierungen nur wenig ab. Da die Hauptforderung an eine Knetlegierung die Eignung zu Kalt- oder Warmverformung ist, wobei auch die Zerspanbarkeit von Bedeutung ist, kann dies sowohl die Begrenzung des Anteils einiger bei Gusslegierungen nicht störender Begleitelemente als auch die Zufügung von Elementen verlangen, die geeignet sind, die weitere Verarbeitung der Knetlegierung zu fördern.
In großvolumigen Öfen erschmolzen, werden Knetlegierungen in einfachen geometrischen Ausformungen als Platinen (auch Walzbarren genannt), Ronden oder Pressbolzen vergossen und erst nach einer das Gefüge durch Umkristallisation beeinflussenden Kalt- oder Warmauslagerung in speziell hierfür dienenden Öfen in einem Walz- oder Presswerk warm oder kalt weiteren Fertigungsgängen für die zugedachten Verwendungszwecke unterzogen.
Stähle sowie Knetlegierungen auf Aluminium-, Magnesium- oder Kupferbasis stellen zwar die Hauptmenge an Halbzeug dar, aber auch Nickellegierungen, Silber und Gold werden erst zu Halbzeug verarbeitet, aus dem dann Münzen geprägt werden oder Schmuck gefertigt wird. Halbzeug aus genormten Kupfer-Zinn-Knetlegierungen wird zu Federbändern verarbeitet, die in verschiedenen Industriezweigen wichtige Funktionselemente sind.

### Beispiele von Walzprodukten
Walzprodukte werden unter anderem als einfache oder geformte Bleche im Fahrzeugbau, seien es Land-, Wasser- oder Luftfahrzeuge, verwendet. Im Hochbau finden sie sich in Form gestalterischer Elemente, als Verkleidungen und Abdeckungen. Vielfältige Verwendungsmöglichkeiten finden sich für das Walzprodukt Folien. Insoweit ist die häufigste Ausgangsform bei Aluminium der im vertikalen Verfahren im Gießhaus (cast house) abgegossene Walzbarren.

### Beispiele von Pressprodukten
Pressprodukte, auch Ronden oder Bolzen genannt, werden gleich den Walzbarren im Stranggießverfahren hergestellt, dabei aber durch eine glatte oder profilierte Kokille gezogen. Bei Hohlprofilen wird über einen in die Kokille eingesetzten Dorn aus Grafit gegossen. Eine Teilung der glatten, profilierten oder hohlen Ronden in Scheiben beliebig wählbarer Stärke ist häufig. Solche Scheiben können zu runden Behältnissen aller Art extrudiert werden, vorzugsweise zu Dosen und deren Deckeln. Aus solchen Scheiben lassen sich sowohl Münzen prägen als auch bei entsprechender Profilierung des Strangs runde technische Teile aller Art herstellen (z. B. Zahnräder).

## Legierungen auf Aluminiumbasis
Siehe Aluminiumlegierung#Aluminiumknetlegierungen

## Legierungen auf Kupferbasis
Messinge haben an der Menge hergestellter Kupferknetlegierungen den größten Anteil, aber auch weitere Kupferlegierungen werden als Halbzeug erstellt, so die oben genannten Kupfer-Nickel-Legierungen, die mit ihrer bei >15 % Nickelanteil eine helle, nicht an Kupfer erinnernde Farbe aufweisen, die bei der Münzherstellung für Höherwertigkeit gegenüber den Kupfermünzen steht. Wichtiger sind die den CuNi-Knetlegierungen einen breiten Anwendungsbereich sichernden physikalischen Eigenschaften.
Bei Messinghalbzeug mit vornehmlich 58 % Kupfergehalt wird zwischen bleihaltigen und bleifreien Legierungen unterschieden. Mit einem Bleigehalt von 2,5 bis 3,5 % wird die Legierung auch Automatenmessing (CuZn39Pb3) genannt. Ihrem variierbaren Bleigehalt zufolge ist sie sowohl kalt als auch warm umformbar, für Gesenkschmieden und Herstellung von Drähten geeignet, darüber hinaus nahezu allgemein verwendbar.

## Legierungen auf Magnesiumbasis
Magnesium ist aufgrund einer geringen Anzahl an aktiven Verformungsmechanismen erst mit der Zugabe von Legierungselementen wie Aluminium, Zink, Seltene Erden etc. als Knetlegierung geeignet. Umformprozesse wie Schmieden, Strangpressen und Walzen sind für einige Legierungen bereits etabliert, erfordern jedoch weitere Forschung und Entwicklung. Magnesiumknetlegierungen finden aufgrund ihrer geringen Dichte Anwendung als Strukturwerkstoff in der Automobilfertigung und Luft- und Raumfahrt. Wohingegen biokompatible Legierungen in der Medizin als abbaubares Biomaterial eingesetzt wird.